# Äußeres Ried
Äußeres Ried ist ein Naturschutzgebiet auf der Gemarkung des Boxberger Stadtteils Wölchingen im Main-Tauber-Kreis in Baden-Württemberg.

## Geschichte
Durch Verordnung des Regierungspräsidiums Stuttgart über das Naturschutzgebiet Äußeres Ried vom 12. September 1985 wurde ein Schutzgebiet mit 22,5 Hektar ausgewiesen.

## Schutzzweck
„Schutzzweck ist die Erhaltung und ungestörte Weiterentwicklung eines überregional bedeutsamen Feuchtgebietes mit dem angrenzenden naturnahen Wald und den landwirtschaftlich genutzten Flächen zur Erhaltung von Lebensstätten und Lebensgemeinschaften seltener Tier- und Pflanzenarten“ (LUBW).

## Flora und Fauna
Es handelt sich um ein überregional bedeutsames anthropogenes Feuchtgebiet mit naturnahem Wald und landwirtschaftlich hauptsächlich als Grünland genutzten Flächen als Lebensraum seltener Pflanzen- und Tierarten.